# Pascal Lino
Pascal Lino (Sartrouville, 13 de agosto de 1966) es un deportista francés que compitió en ciclismo en las modalidades de pista y ruta. Ganó una medalla de bronce en el Campeonato Mundial de Ciclismo en Pista de 1987, en la carrera por puntos.
Participó en los Juegos Olímpicos de Seúl 1988, ocupando el cuarto lugar en la prueba de persecución por equipos y el séptimo lugar en puntuación.

## Medallero internacional
| Campeonato Mundial | Campeonato Mundial | Campeonato Mundial | Campeonato Mundial |
| Año                | Lugar              | Medalla            | Competición        |
| ------------------ | ------------------ | ------------------ | ------------------ |
| 1987               | Viena (Austria)    | Medalla de bronce  | Puntuación (A)     |

## Palmarés
1989
- Tour del Porvenir
- 1 etapa del Critérium Internacional

1993
- 1 etapa del Tour de Francia

1998
- París-Camembert
- Copa de Francia

## Equipos
- RMO (1988-1992)
- Festina-Lotus (1993-1994)
- Le Groupement (1995)
- Roslotto (1996)
- BigMat-Auber 93 (1997-1999)
- Festina-Lotus (2000-2001)